# Dasineura xylostei
Dasineura xylostei är en tvåvingeart som först beskrevs av Jean-Jacques Kieffer 1909.  Dasineura xylostei ingår i släktet Dasineura och familjen gallmyggor. Inga underarter finns listade i Catalogue of Life.